# Fecunditas
Fecunditas (łac. fēcundǐtās – urodzajność, płodność, żyzność) – u starożytnych Rzymian uosobienie (personifikacja) płodności. 
Na rewersach monet rzymskich przedstawiana w postaci stojącej lub siedzącej wraz z dzieckiem (dziećmi) i z rogiem obfitości (cornucopia); niekiedy też z długim berłem, gałęzią, kaduceuszem (laską Merkurego), a nawet ze sterem okrętu. Na aureusie Julii Domny ukazana z kiścią winogron i globem w otoczeniu dzieci. 
W propagandzie imperium symbolizowała ciągłość rodziny cesarskiej oraz protekcję roztaczaną nad potomstwem cesarzowej. Stąd wyobrażenie jej umieszczano z reguły na monetach emitowanych w imieniu cesarzowych. Pojawia się ono w czasach Antoninów, na monetach bitych dla Faustyny Starszej oraz jej następczyń w II i III stuleciu – aż do Saloniny. Często występuje również z legendą Fecunditas Augustae (rzadziej Fecunditas Temporum). 
Z przekazów wiadomo, że Neron wybudował jej świątynię po narodzinach córki, którą miał z Poppeą. Wydaje się jednak, że pod tym mianem przez Rzymian czczona była w jednej ze swych postaci Junona jako opiekunka rodzących matek.